# Apicencya parva
Apicencya parva är en skalbaggsart som beskrevs av Marc Lacroix 1993. Apicencya parva ingår i släktet Apicencya och familjen Melolonthidae. Inga underarter finns listade i Catalogue of Life.